# Reprezentacja Stanów Zjednoczonych na Mistrzostwach Świata w Narciarstwie Klasycznym 2005
Reprezentacja Stanów Zjednoczonych na Mistrzostwach Świata w Narciarstwie Klasycznym 2005 w Oberstdorfie liczyła 19 sportowców, w tym cztery kobiety i czternastu mężczyzn. W reprezentacji znalazło się 12 biegaczy narciarskich, 5 kombinatorów norweskich i dwóch skoczków narciarskich. Amerykanie nie zdobyli żadnego medalu, a najwyższe miejsce zajął zespół kombinatorów norweskich, który zajął piąte miejsce w konkursie drużynowym.

## Wyniki

### Biegi narciarskie

#### Mężczyźni
Sprint
- Andrew Newell - 12. miejsce
- Torin Koos - 32. miejsce
- Lars Flora - 52. miejsce

15 km stylem dowolnym
- Andrew Johnson - 45. miejsce
- Lars Flora - 56. miejsce
- James Southam - 69. miejsce

Bieg pościgowy 2x15 km
- Andrew Johnson - 49. miejsce
- Kris Freeman - 50. miejsce
- David Chamberlain - 58. miejsce
- Carl Swenson - nie ukończył

Sztafeta 4x10 km
- Kris Freeman, David Chamberlain, Andrew Johnson, Lars Flora - 11. miejsce

50 km stylem klasycznym
- David Chamberlain - 43. miejsce
- Lars Flora - nie ukończył
- James Southam - nie ukończył

#### Kobiety
Sprint
- Wendy Kay Wagner - 23. miejsce
- Kikkan Randall - 29. miejsce
- Rebecca Dussault - 41. miejsce

10 km stylem dowolnym
- Sarah Konrad - 23. miejsce
- Kikkan Randall - 65. miejsce

Bieg pościgowy 2x7,5 km
- Rebecca Dussault - 49. miejsce
- Wendy Kay Wagner - 50. miejsce

Sztafeta 4x5 km
- Wendy Kay Wagner, Rebecca Dussault, Sarah Konrad, Kikkan Randall - 15. miejsce

30 km stylem klasycznym
- Wendy Kay Wagner - 47. miejsce
- Rebecca Dussault - nie ukończyła

### Kombinacja norweska
Gundersen HS 100 / 15 km
- Bill Demong - 12. miejsce
- Todd Lodwick - 21. miejsce
- Carl Vanloan - 30. miejsce
- Eric Camerota - 37. miejsce

Konkurs drużynowy (HS 137 + 4 x 5 km)
- Bill Demong, Carl Vanloan, Todd Lodwick, John Spillane - 5. miejsce

Sprint (7,5 km + HS 137)
- Todd Lodwick - 13. miejsce
- Bill Demong - 19. miejsce
- Carl Vanloan - 33. miejsce
- John Spillane - nie ukończył

### Skoki narciarskie
Konkurs indywidualny na skoczni HS 100
- Clint Jones - 32. miejsce
- Brian Welch - nie awansował

Obaj zawodnicy zgłoszeni byli także do konkursu na skoczni HS 134, ale odpadli w kwalifikacjach.